# Olympische Sommerspiele 2008/Leichtathletik – 10.000 m (Männer)

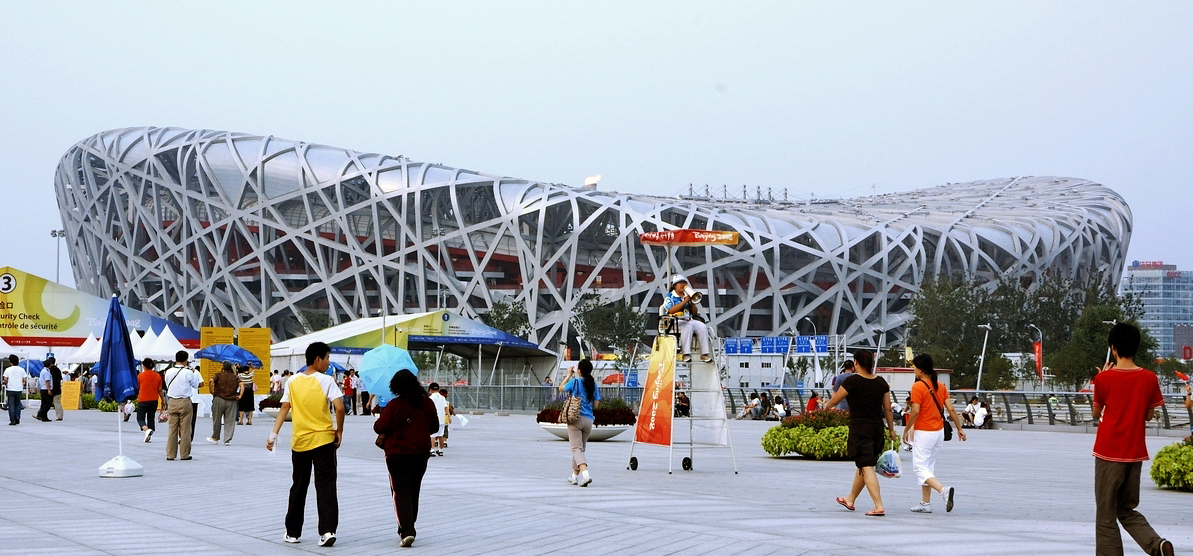
Das Vogelnest – Olympiastadion von Peking

Der 10.000-Meter-Lauf der Männer bei den Olympischen Spielen 2008 in Peking wurde am 17. August 2008 im Nationalstadion Peking ausgetragen. 39 Athleten nahmen daran teil.
Es gab einen Doppelsieg für Äthiopien. Die Goldmedaille gewann Kenenisa Bekele vor Sileshi Sihine. Der Kenianer Micah Kipkemboi Kogo errang Bronze.

## Aktuelle Titelträger
| Olympiasieger 2004                      | Kenenisa Bekele ( Äthiopien)                      | 27:05,10 min                                      | Athen 2004          |
| Weltmeister 2007                        | Kenenisa Bekele ( Äthiopien)                      | 27:05,90 min                                      | Ōsaka 2007          |
| Europameister 2006                      | Jan Fitschen ( Deutschland)                       | 28:10,94 min                                      | Göteborg 2006       |
| Panamerikanischer Meister 2007          | David Galván ( Mexiko)                            | 28:08,74 min                                      | Rio de Janeiro 2007 |
| Zentralamerika und Karibik-Meister 2008 | William de Jesús Naranjo ( Kolumbien)             | 29:30,29 min                                      | Cali 2008           |
| Südamerika-Meister 2007                 | Sergio da Silva ( Brasilien)                      | 29:57,80 min                                      | São Paulo 2007      |
| Asienmeister 2007                       | Ahmad Hassan Abdullah ( Katar)                    | 29:45,95 min                                      | Amman 2007          |
| Afrikameister 2008                      | Gebregziabher Gebremariam ( Äthiopien)            | 28:17,11 min                                      | Addis Abeba 2008    |
| Ozeanienmeister 2008                    | 10.000-Meter-Lauf nicht im Meisterschaftsprogramm | 10.000-Meter-Lauf nicht im Meisterschaftsprogramm | Saipan 2008         |

## Rekorde

### Bestehende Rekorde
| Weltrekord         | 26:17,53 min | Kenenisa Bekele ( Äthiopien) | Brüssel, Belgien              | 26. August 2005 |
| Olympischer Rekord | 27:05,10 min | Kenenisa Bekele ( Äthiopien) | Finale OS Athen, Griechenland | 20. August 2004 |

### Rekordverbesserungen
Im Rennen am 17. August wurde der olympische Rekord verbessert und es gab einen neuen Landesrekord.
- Olympiarekord: 27:01,17 min – Kenenisa Bekele (Äthiopien)
- Landesrekord: 27:29,33 min – Selim Bayrak (Türkei)

## Resultat

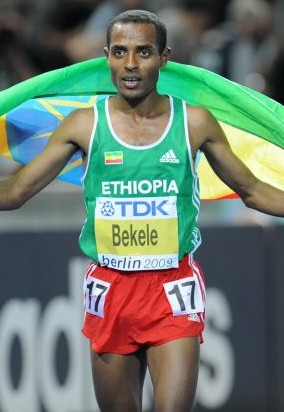
Kenenisa Bekele wiederholte seinen Sieg von 2004

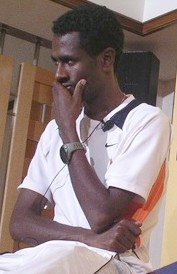
Silbermedaillengewinner Sileshi Sihine

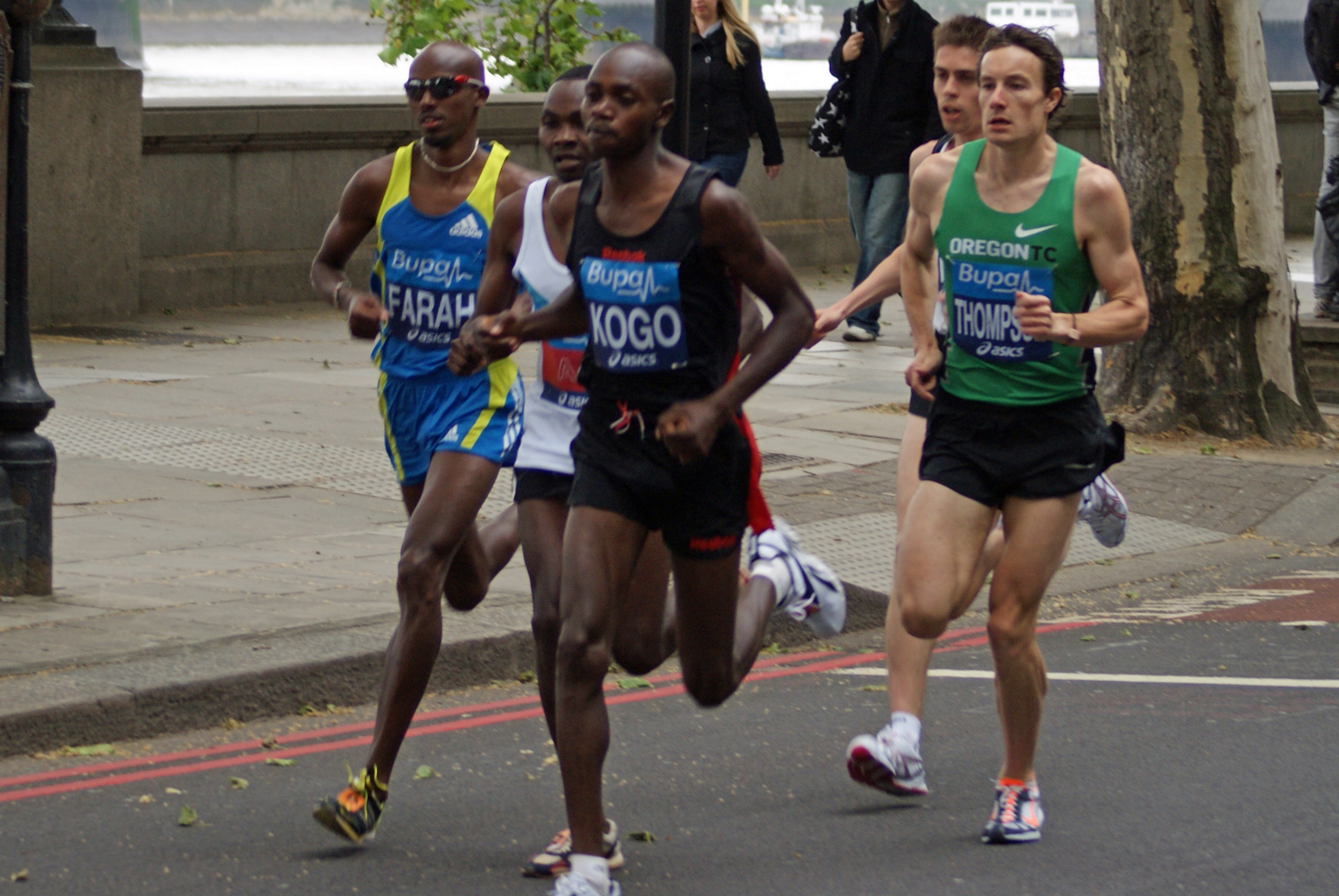
Bronzemedaille für Micah Kipkemboi Kogo

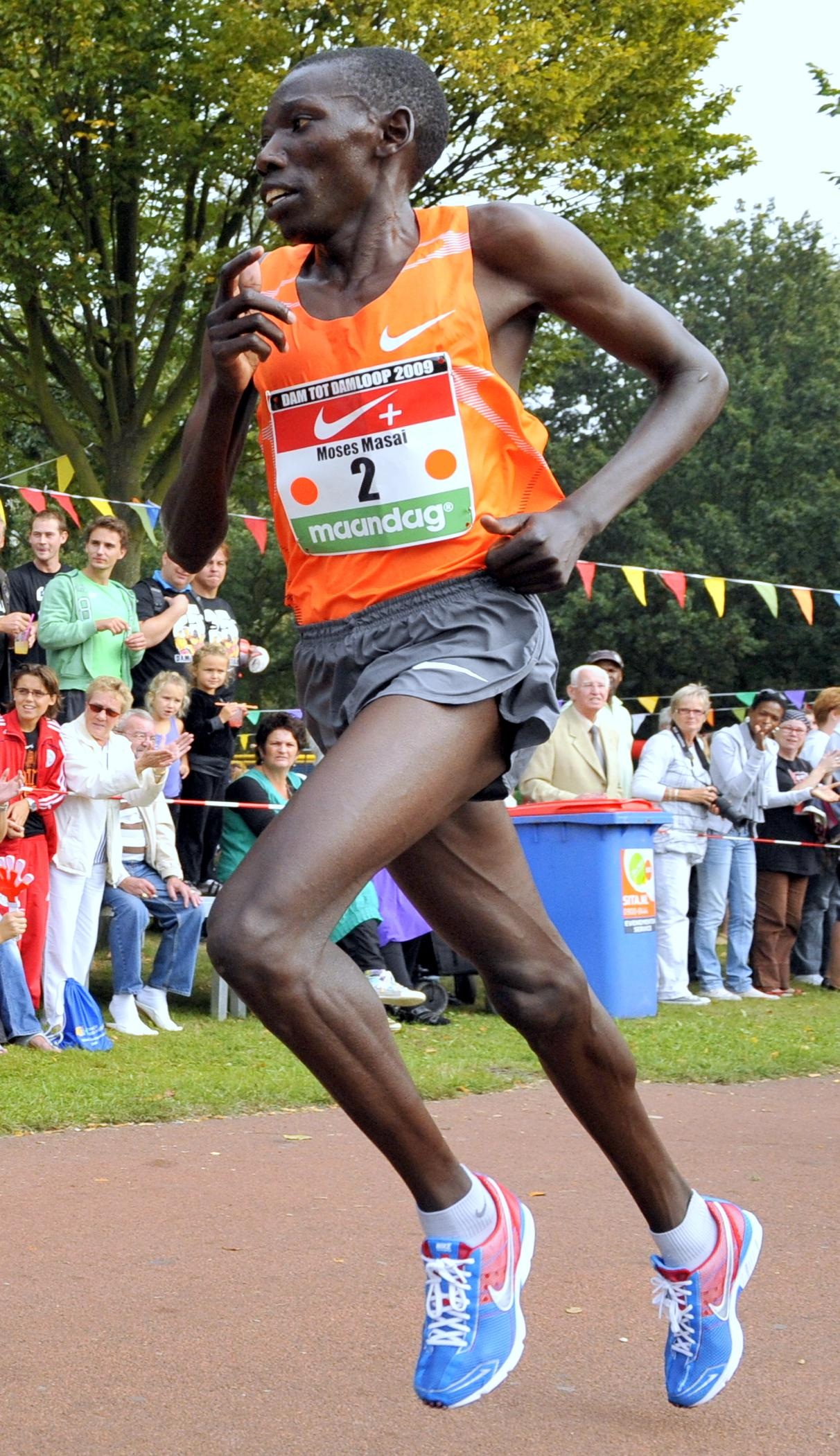
Moses Ndiema Masai aus Kenia wurde Vierter

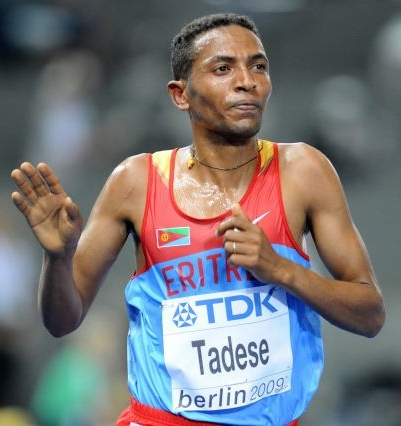
Zersenay Tadese – Platz fünf

17. August 2008, 22:45 Uhr
| Zwischenzeiten      | Zwischenzeiten | Zwischenzeiten                                          | Zwischenzeiten |
| Zwischenzeit- Marke | Zwischenzeit   | Führende(r)                                             | 1000-m-Zeit    |
| ------------------- | -------------- | ------------------------------------------------------- | -------------- |
| 1000 m              | 2:50,85 min    | Alejandro Suárez vor dem geschlossenen Feld             | 2:50,85 min    |
| 2000 m              | 5:27,32 min    | Kidane Tadese vor dem geschlossenen Feld                | 2:36,47 min    |
| 3000 m              | 8:09,93 min    | Kidane Tadese vor dem geschlossenen Feld                | 2:42,61 min    |
| 4000 m              | 10:59,51 min   | Kidane Tadese vor dem geschlossenen Feld                | 2:49,58 min    |
| 5000 m              | 13:48,00 min   | Kidane Tadese vor dem geschlossenen Feld                | 2:47,49 min    |
| 6000 m              | 16:33,92 min   | Haile Gebrselassie vor dem geschlossenen Feld           | 2:45,92 min    |
| 7000 m              | 19:14,71 min   | Zersenay Tadese vor einer großen Spitzengruppe          | 2:40,79 min    |
| 8000 m              | 21:53,78 min   | Zersenay Tadese vor einer 7-köpfigen Spitzengruppe      | 2:39,07 min    |
| 9000 m              | 24:34,07 min   | Micah Kipkemboi Kogo vor einer 7-köpfigen Spitzengruppe | 2:40,29 min    |
| 10.000 m            | 27:01,17 min   | Kenenisa Bekele                                         | 2:27,10 min    |

| Platz | Name                      | Nation     | Zeit         | Anmerkung |
| ----- | ------------------------- | ---------- | ------------ | --------- |
| 01    | Kenenisa Bekele           | Äthiopien  | 27:01,17 min | OR        |
| 02    | Sileshi Sihine            | Äthiopien  | 27:02,77 min |           |
| 03    | Micah Kipkemboi Kogo      | Kenia      | 27:04,11 min |           |
| 04    | Moses Ndiema Masai        | Kenia      | 27:04,11 min |           |
| 05    | Zersenay Tadese           | Eritrea    | 27:05,11 min |           |
| 06    | Haile Gebrselassie        | Äthiopien  | 27:06,68 min |           |
| 07    | Martin Irungu Mathathi    | Kenia      | 27:08,25 min | PB        |
| 08    | Ahmad Hassan Abdullah     | Katar      | 27:23,75 min |           |
| 09    | Fabiano Joseph Naasi      | Tansania   | 27:25,33 min |           |
| 10    | Boniface Toroitich Kiprop | Uganda     | 27:27,28 min |           |
| 11    | Selim Bayrak              | Türkei     | 27:29,33 min | NR        |
| 12    | Kidane Tadese             | Eritrea    | 27:36,11 min |           |
| 13    | Galen Rupp                | USA        | 27:36,99 min |           |
| 14    | Dickson Marwa             | Tansania   | 27:48,03 min |           |
| 15    | Abdihakim Abdirahman      | USA        | 27:52,53 min |           |
| 16    | Abdellah Falil            | Marokko    | 27:53,15 min |           |
| 17    | Juan Carlos de la Ossa    | Spanien    | 27:54,20 min |           |
| 18    | Ali Hasan Mahboob         | Bahrain    | 27:55,14 min |           |
| 19    | Dieudonné Disi            | Ruanda     | 27:56,74 min |           |
| 20    | Essa Ismail Rashed        | Katar      | 27:58,67 min |           |
| 21    | Samwel Shauri             | Tansania   | 28:06,26 min |           |
| 22    | Felix Kibore              | Katar      | 28:11,92 min |           |
| 23    | Carles Castillejo         | Spanien    | 28:13,68 min |           |
| 24    | Ayad Lamdassem            | Spanien    | 28:13,73 min |           |
| 25    | Jorge Torres              | USA        | 28:13,93 min |           |
| 26    | Surendra Kumar Singh      | Indien     | 28:13,97 min |           |
| 27    | Günther Weidlinger        | Österreich | 28:14,38 min |           |
| 28    | Kensuke Takezawa          | Japan      | 28:23,28 min |           |
| 29    | Juan Carlos Romero        | Mexiko     | 28:26,57 min |           |
| 30    | Sergei Iwanow             | Russland   | 28:34,72 min |           |
| 31    | Takayuki Matsumiya        | Japan      | 28:39,77 min |           |
| 32    | Teklemariam Medhin        | Eritrea    | 28:54,33 min |           |
| 33    | Eric Gillis               | Kanada     | 29:08,10 min |           |
| 34    | Rui Pedro Silva           | Portugal   | 29:09,03 min |           |
| 35    | Alejandro Suárez          | Mexiko     | 29:24,78 min |           |
| DNF   | Cuthbert Nyasango         | Simbabwe   |              |           |
| DNF   | David Galván              | Mexiko     |              |           |
| DNF   | Mohamed El Hachimi        | Marokko    |              |           |
| DNS   | Khoudir Aggoune           | Algerien   |              |           |

## Das Rennen
Der Wettkampf wurde bei diesen Spielen wie schon vier Jahre zuvor in Athen ohne Vorläufe ausgetragen.
Eindeutiger Favorit war der Äthiopier Kenenisa Bekele. Er hatte alle großen Meisterschaften der letzten Jahre gewonnen, er war Olympiasieger von 2004 sowie Weltmeister von 2005 und 2007. Außerdem war er Inhaber des Weltrekords. Bekeles stärkster Konkurrent war sein Landsmann Sileshi Sihine, der bei allen genannten Rennen jeweils Zweiter geworden war. Weitere ernstzunehmende Kandidaten für vordere Platzierungen kamen allesamt aus Afrika. Da waren der kenianische WM-Dritte Martin Irungu Mathathi, Zersenay Tadese aus Eritrea als WM-Vierter von 2007, WM-Sechster von 2005 und Olympiavierter von 2004 sowie der dritte Äthiopier Haile Gebrselassie, der über weite Teile der 1990er Jahre diese Strecke beherrscht hatte und zuletzt 2000 in Sydney Olympiasieger geworden war. Er hatte allerdings nicht mehr die Stärke seiner ganz großen Zeit.
Die ersten tausend Meter wurden in 2:50,85 min in gemäßigter Zeit angegangen. Das große Feld blieb geschlossen zusammen. Der zweite Kilometer dagegen war mit 2:36,47 min rasant, entsprechend liefen die Athleten wie an einer langgezogenen Schnur hintereinander. Auch auf dem nächsten 1000-Meter-Abschnitt blieb es sehr schnell, aber noch zeigte sich ein weitgehend geschlossenes Feld. Das blieb auch erst einmal so, denn es wurde nun wieder etwas langsamer. Bis zum siebten Kilometer bewegten sich die 1000-Meter-Zeiten über der Marke von 2:40 min. Auf den letzten drei Kilometern wurde es sukzessive wieder schneller und so fielen mit zunehmender Streckenlänge immer mehr Läufer zurück. Zwei Kilometer vor dem Ziel war eine siebenköpfige Führungsgruppe an der Spitze verblieben mit Zersenay Tadese, Kogo, seinen Landsleuten Moses Ndiema Masai und Martin Irungu Mathathi sowie den Äthiopiern Bekele, Sileshi und Gebrselassie. Das Tempo blieb jetzt hoch, aber auch an der 9000-Meter-Marke waren diese sieben Läufer noch gemeinsam vorne. Zu Beginn der Schlussrunde attackierte Bekele und nahm entschlossen die Spitze. Sileshi und Gebrselassie machten dahinter eine äthiopische Dreierführung perfekt. Doch Kogo und Masai zogen nun an Gebrselassie vorbei. Ganz vorne waren die beiden Äthiopier wieder einmal nicht zu schlagen. Kenenisa Bekele wurde überlegen zum zweiten Mal Olympiasieger auf der 10.000-Meter-Distanz, hinter ihm gewann Sileshi Sihine Silber. Ganz eng wurde es im Kampf um Bronze. Masai hätte den nachlassenden Kogo mit den letzten Schritten fast noch erreicht. Doch hauchdünn konnte Micah Kipkemboi Kogo seinen dritten Platz noch retten und errang Bronze vor seinem zeitgleichen Landsmann Moses Ndiema Masai. Fünfter wurde Zersenay Tadese vor Haile Gebrselassie. Bemerkenswert war wieder Bekeles Schlussrunde, die er in 53,5 Sekunden zurücklegte. Diese Zeit war identisch mit der Schlussrunde des 1500-Meter-Olympiasiegers Abel Kiprop und Bekeles eigener letzter Runde im später folgenden 5000-Meter-Rennen, das er ebenfalls gewinnen sollte.
Auf den ersten zehn Plätzen waren ausschließlich afrikanische Läufer zu finden und auch der elftplatzierte für die Türkei startende Selim Bayrak war äthiopischer Herkunft. Hinter Kidane Tadese aus Eritrea folgte auf Rang dreizehn mit dem US-Amerikaner Galen Rupp der erste nicht aus Afrika stammende Athlet.
Zum vierten Mal in Folge gab es bei Großveranstaltungen den identischen Einlauf auf den beiden ersten Plätzen: Kenenisa Bekele vor seinem Landsmann Sileshi Sihine.
Kenenisa Bekeles Sieg war der vierte Olympiasieg eines Äthiopiers in Folge über 10.000 Meter.
Erstmals blieben die 10.000-Meter-Läufer auf den ersten vier Plätzen unter dem aktuellen olympischen Rekord.

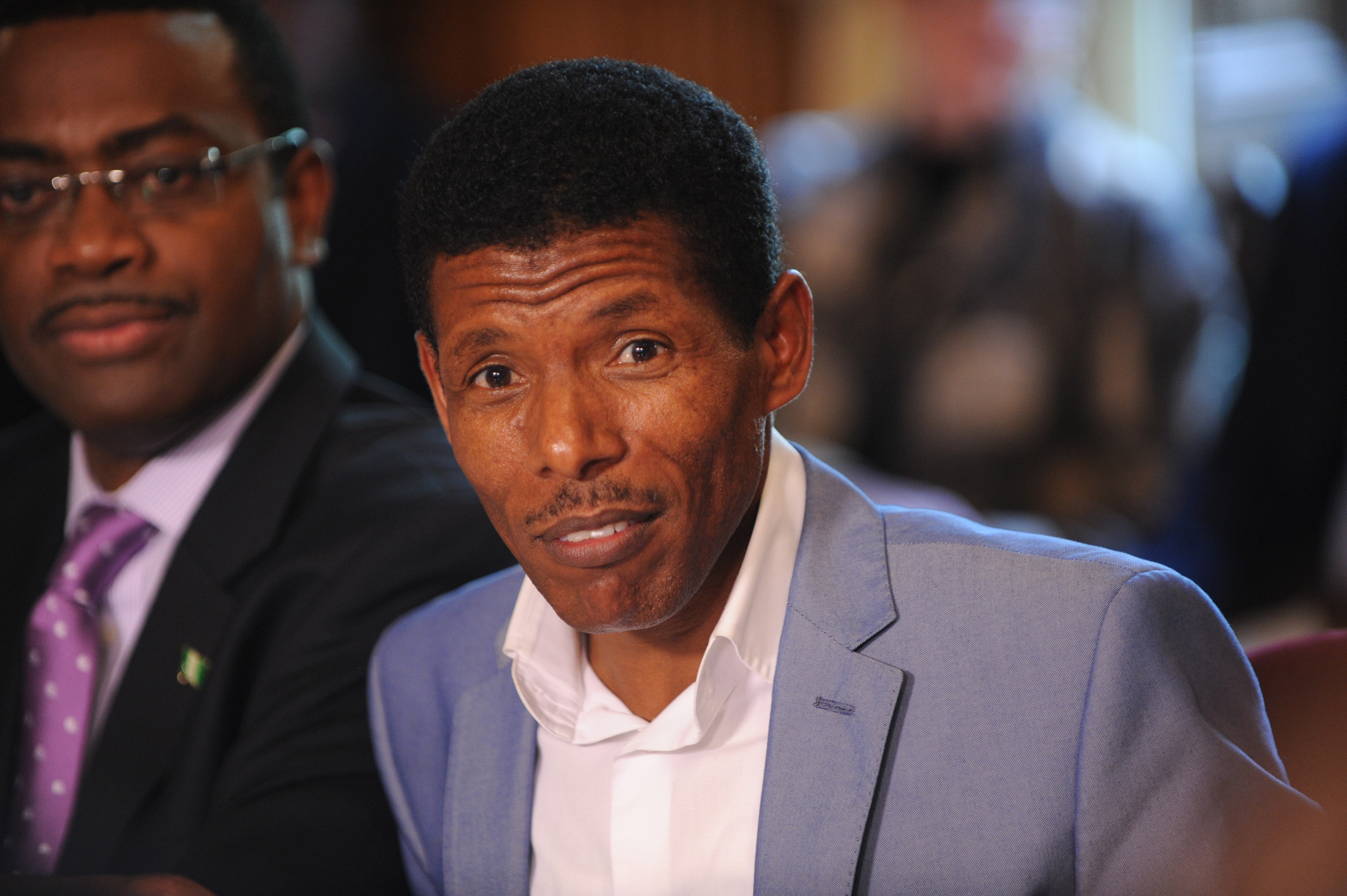
Haile Gebrselassie, Sieger von 1996 und 2000, erreichte Platz sechs
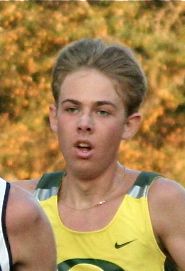
Galen Rupp belegte Rang dreizehn
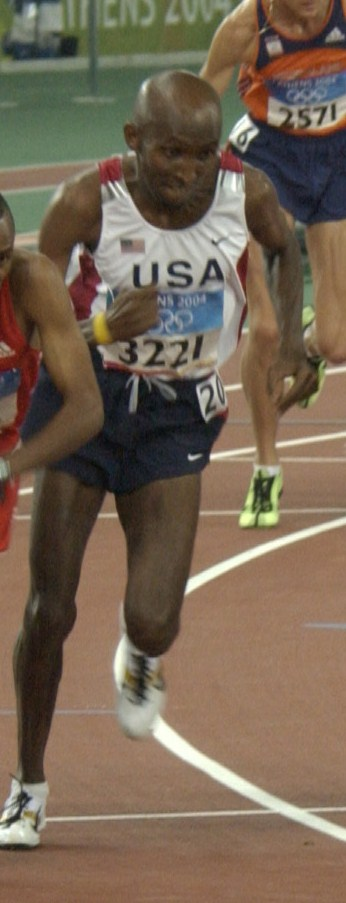
Abdihakem Abdirahman: Platz fünfzehn
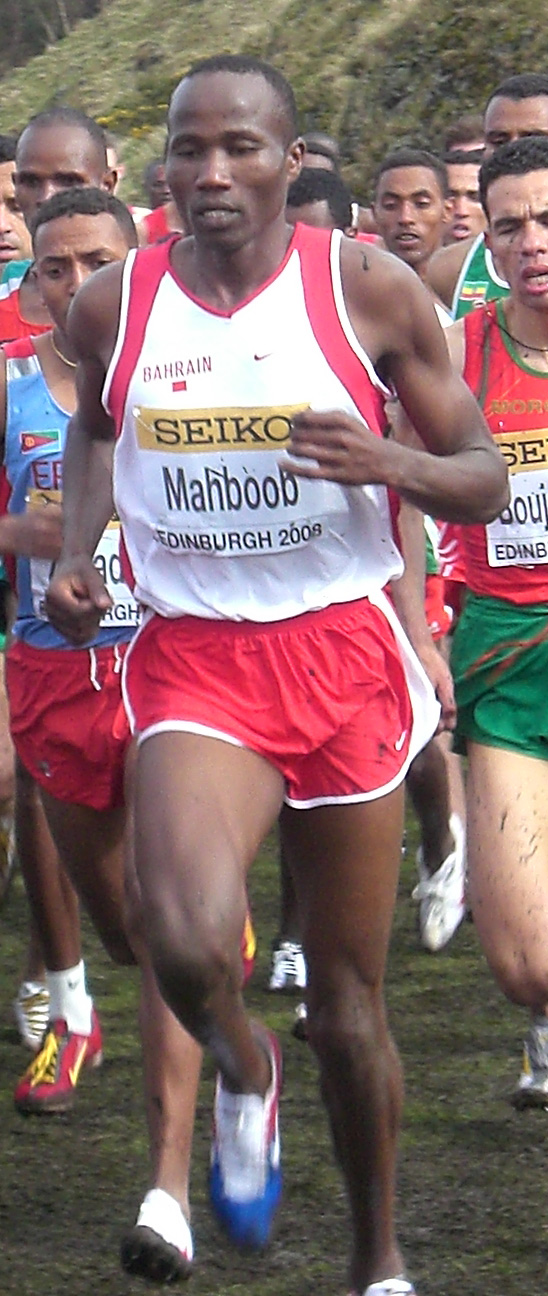
Ali Hasan Mahboob – Rang achtzehn
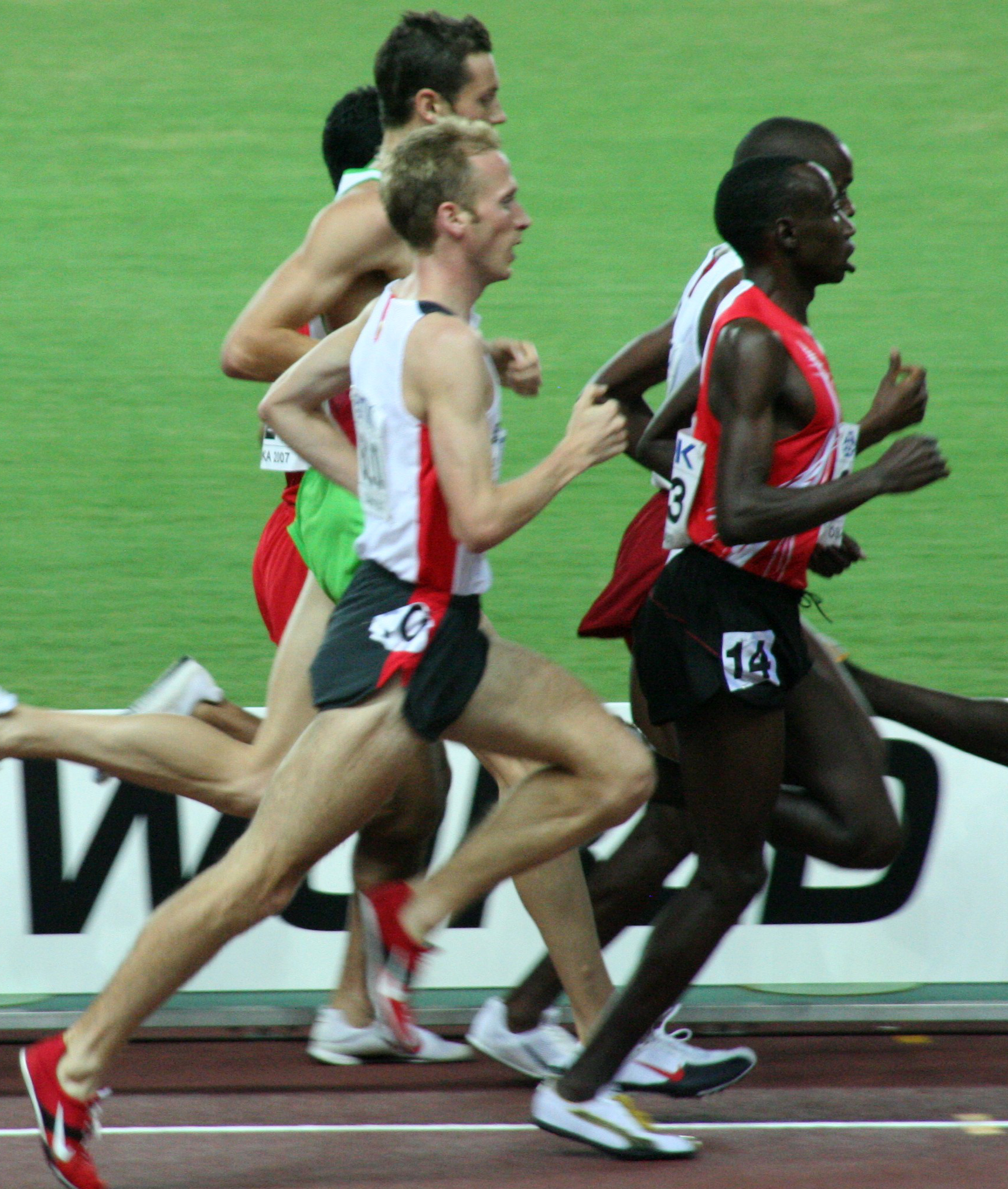
Dieudonné Disi (Nr. 14) – Rang neunzehn
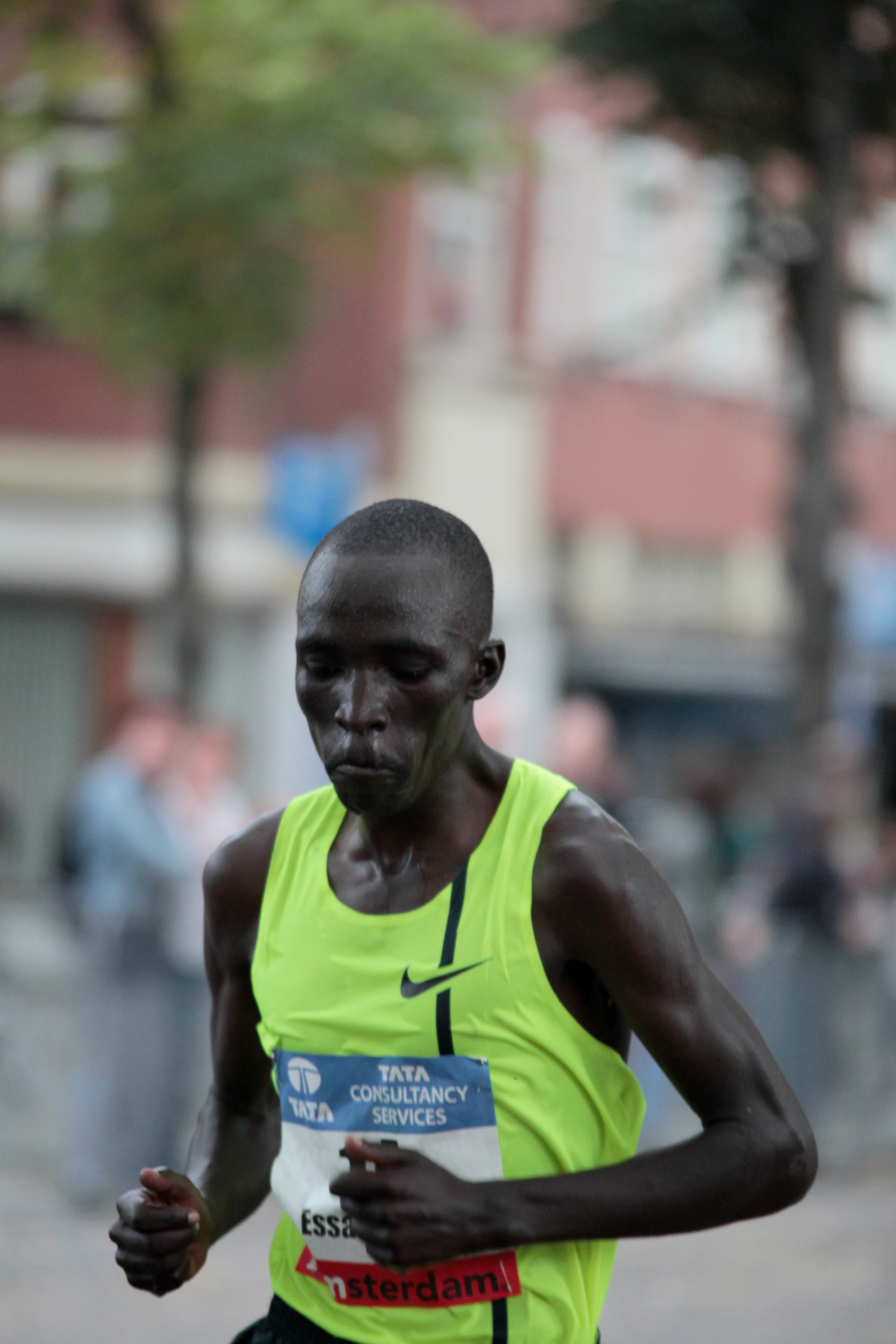
Essa Ismail Rashed – Rang zwanzig
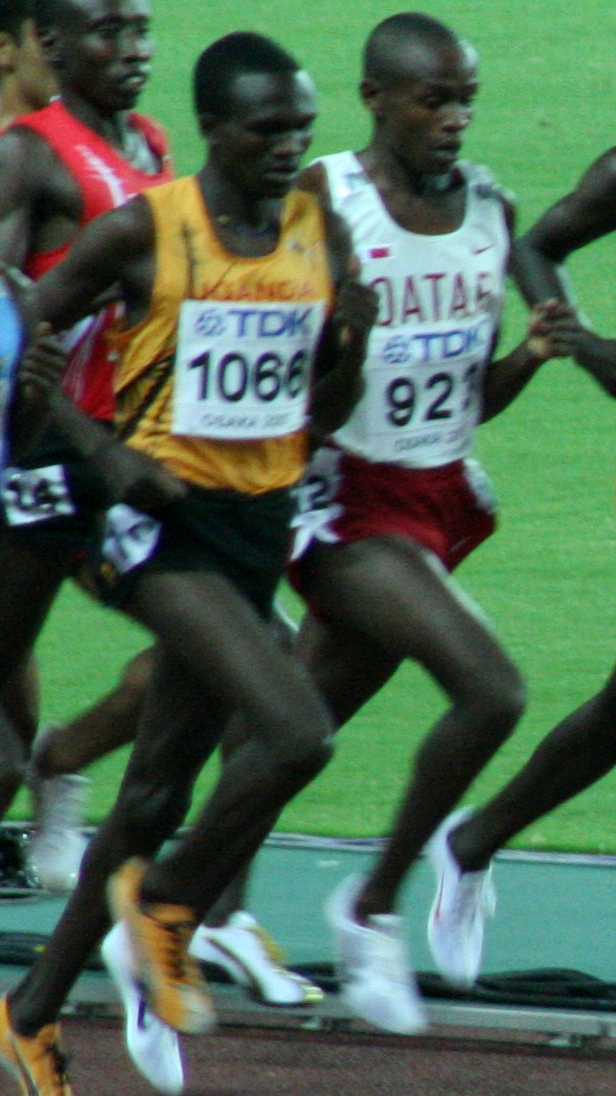
Felix Kibore (Nr. 92) – Rang 22
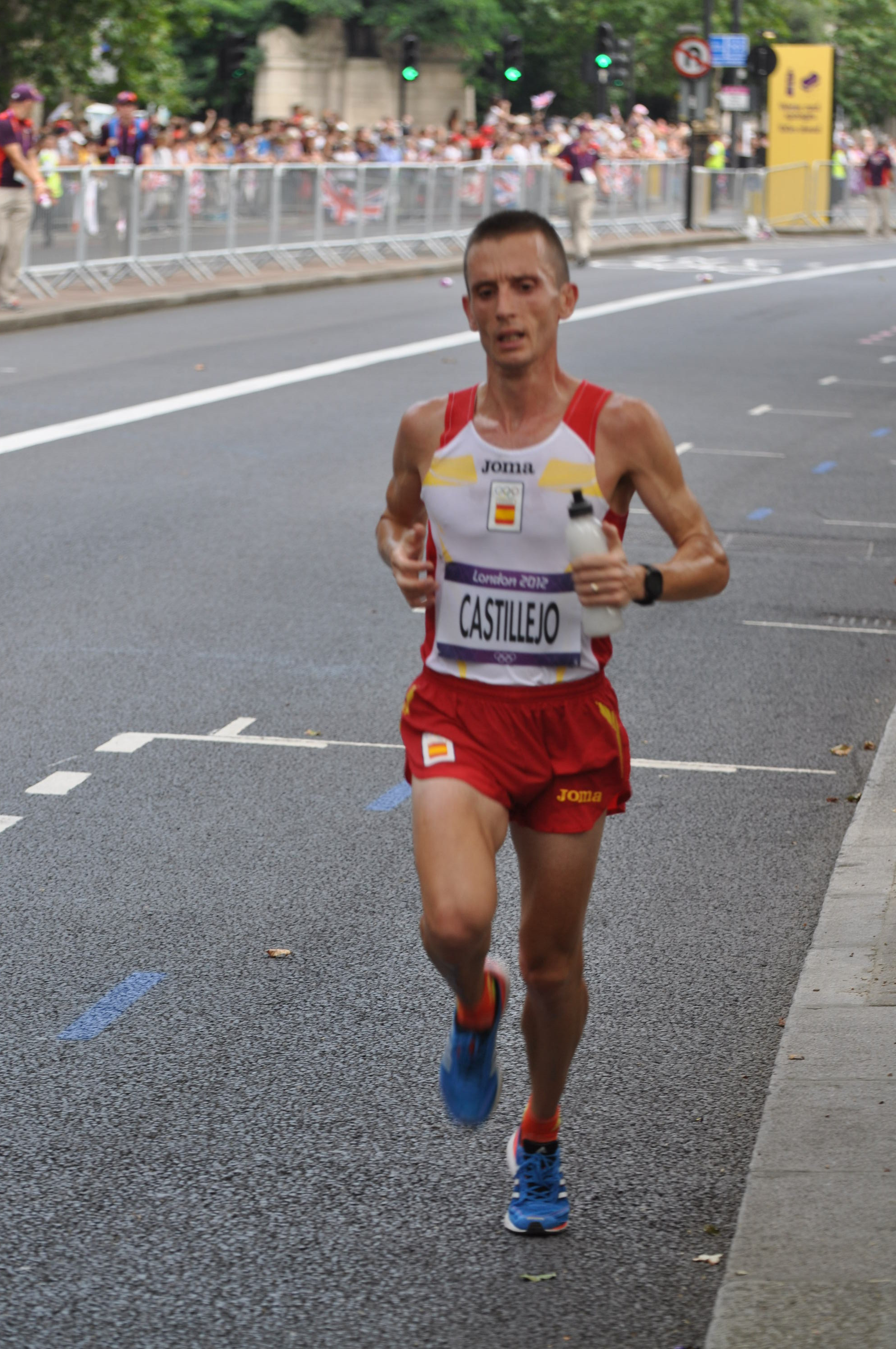
Carles Castillejo – Rang 23
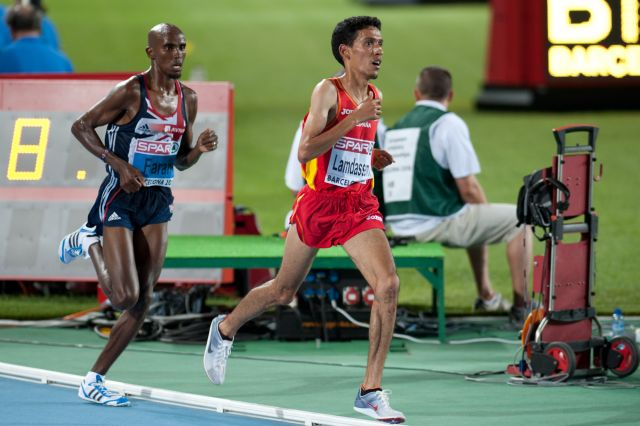
Platz 24 für Ayad Lamdassem (Nr. 14)
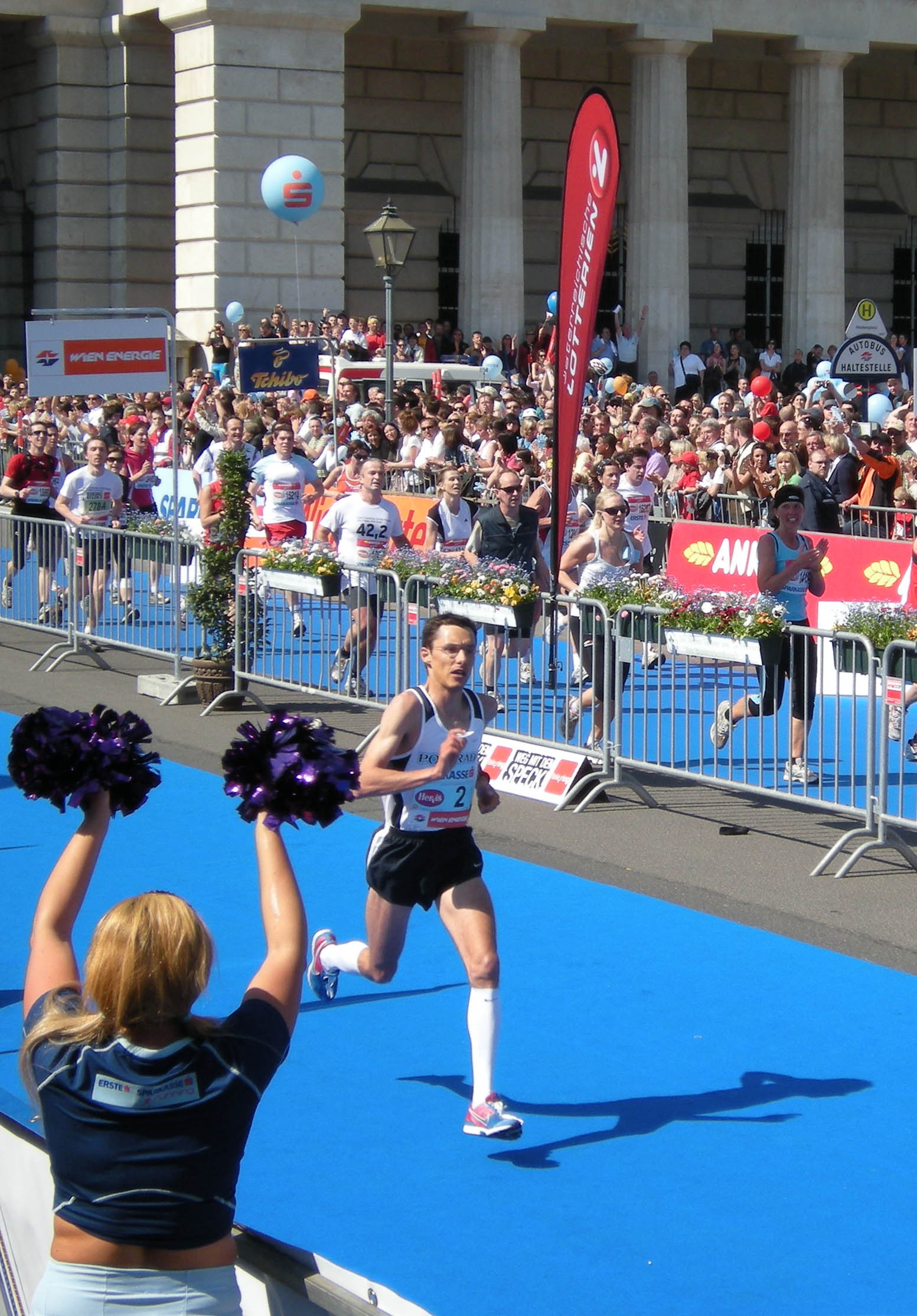
Rang 27 für Günther Weidlinger
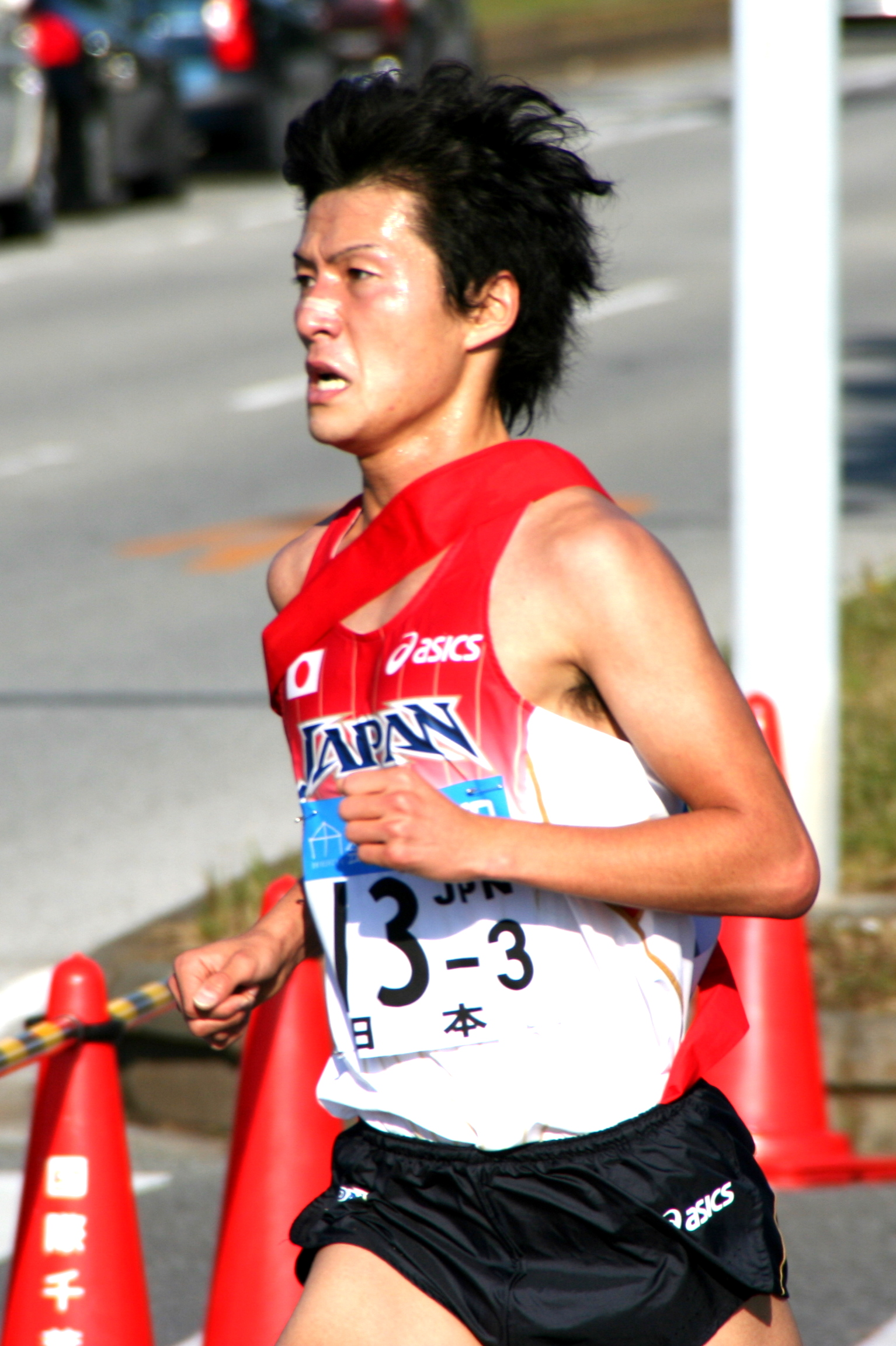
Kensuke Takezawa erreichte Platz 28
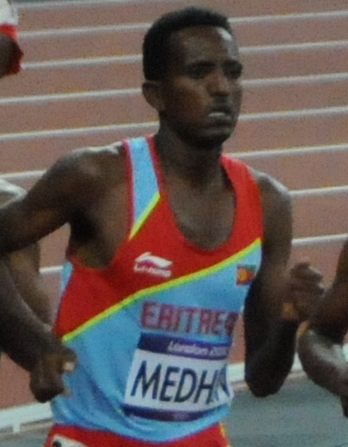
Teklemariam Medhin – Platz 32
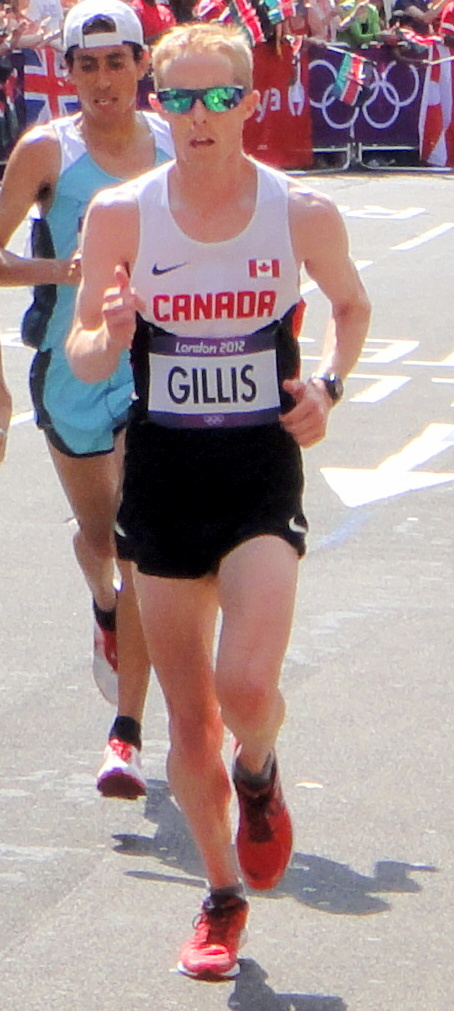
Platz 33 für Eric Gillis
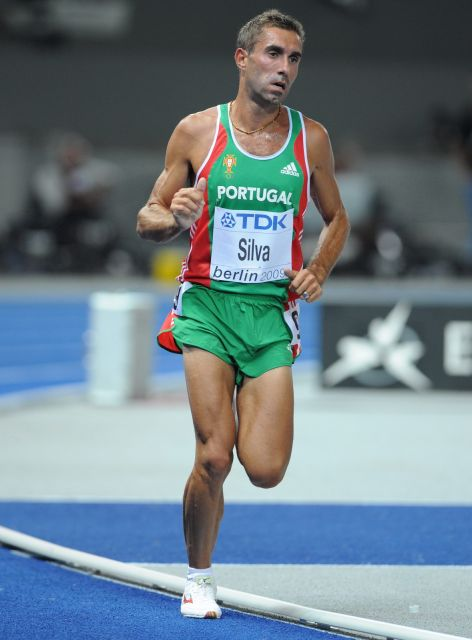
Rui Pedro Silva – Rang 34
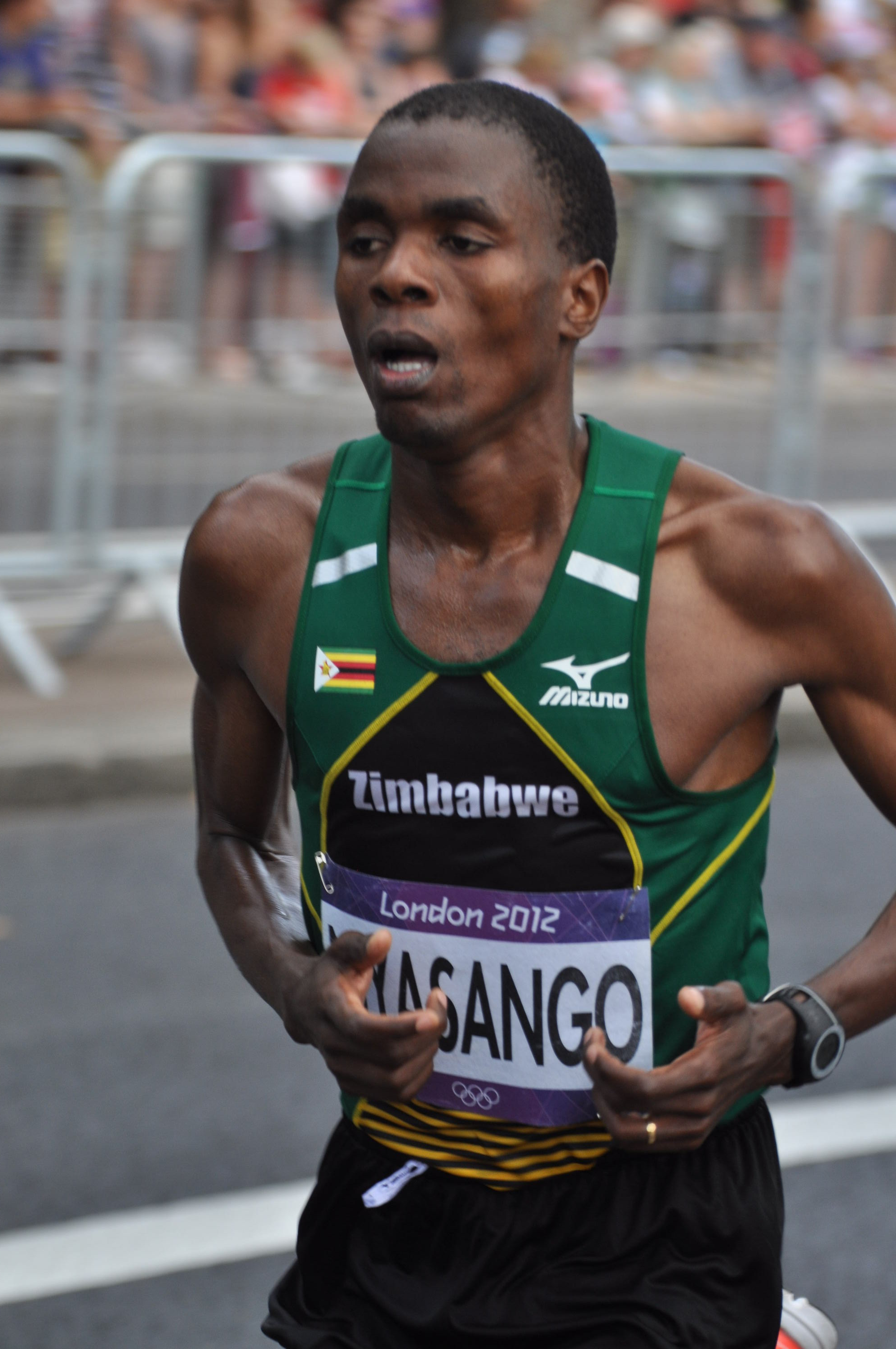
Cuthbert Nyasango gab das Rennen auf
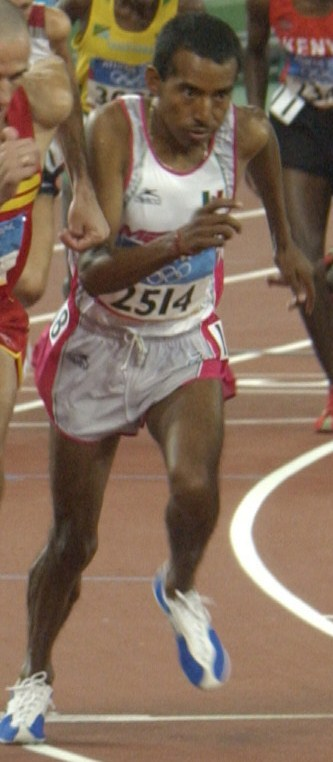
David Galván – nicht im Ziel
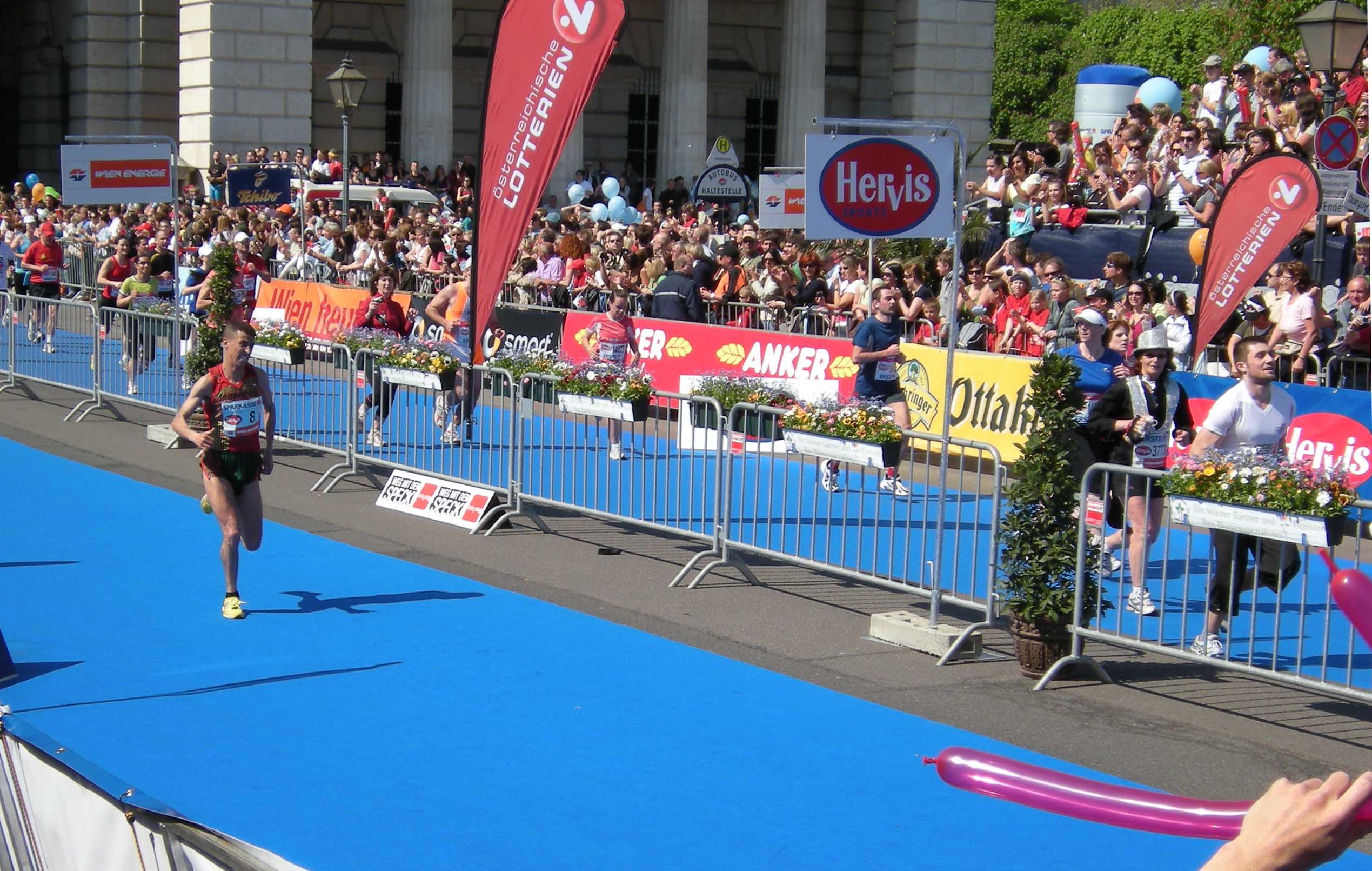
Mohamed El Hachimi – nicht im Ziel

## Video
- kenenisa bekelle - 2008 Beijing Olympic Games Mens 10000m Final full video, youtube.com, abgerufen am 5. März 2022